# گودیک
گودیک (به انگلیسی: Goodwick، تلفظ: English: ‎/ˈɡʊdɪk/‎) یک شهرک در ولز است که در پمبروکشر واقع شده‌است.

## نگارخانه

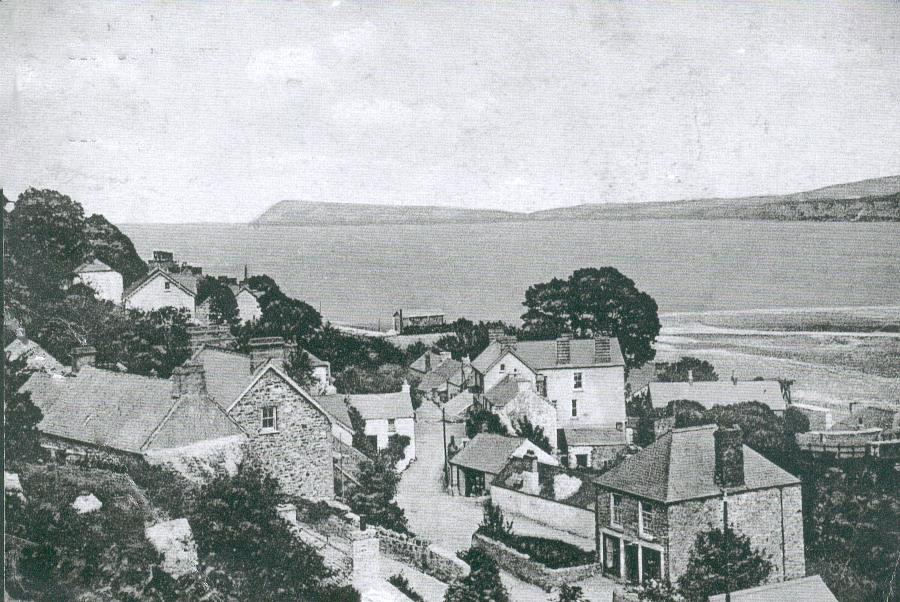
قرن ۱۹
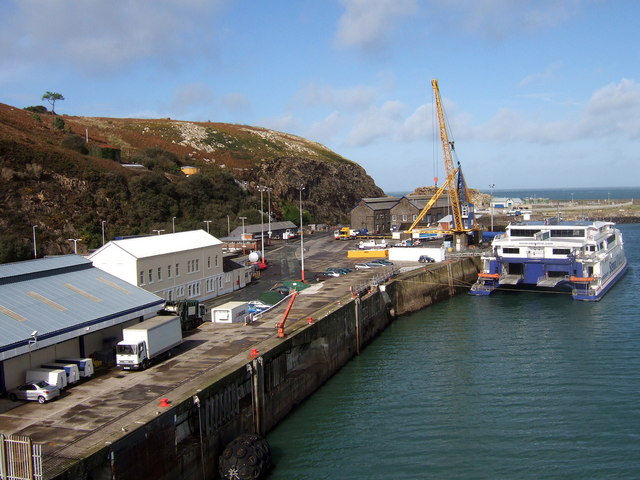
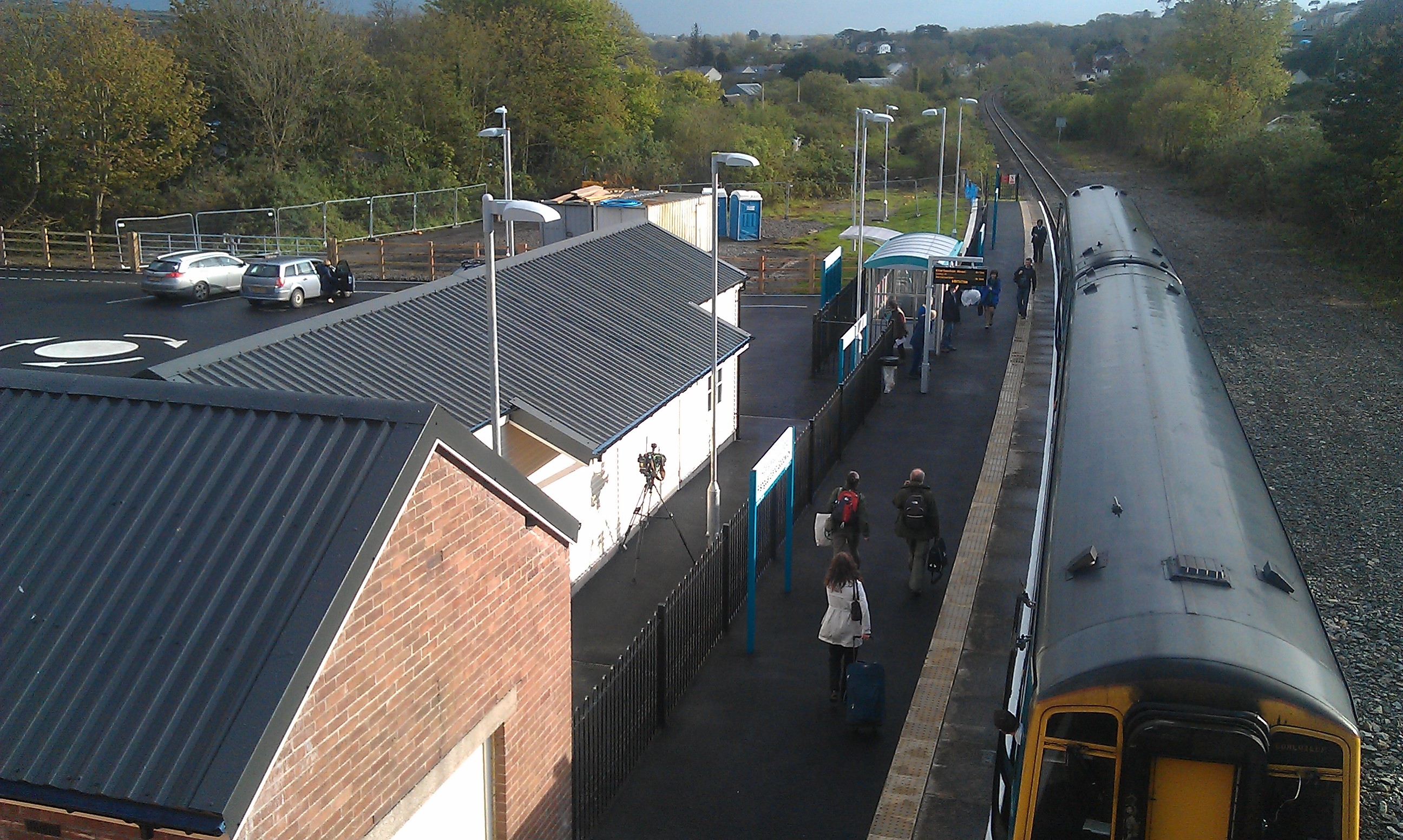